# Hotride
«Hotride» (иногда пишется как «Hot Ride») — 14-й сингл британской группы The Prodigy. Это второй сингл с альбома Always Outnumbered, Never Outgunned.

## Композиция
Вокал в песне был исполнен американской певицой и актрисой Джульетт Льюис, а слова были взяты из песни «Up, Up and Away» группы Fifth Dimension.
Версия песни для сингла была немного ускорена и укорочена.

## Видеоклип
Клип для песни срежиссировал Даниэль Леви, однако Лиам Хоулетт отклонил это видео из-за большого количества «бессмысленного насилия».
В клипе, группа японских детей устраивает хаос в городе: сперва они ломают автомобиль, принимают неизвестное вещество, после чего нападают на полицейского, избивают его и кладут в багажник полицейского автомобиля. Угнав автомобиль, они врезаются на нём в машину женщины, после чего, выйдя из транспорта, тащат её в офисное здание. Там они оглушают охранника и крушат офис. Похищенной женщине удается выбраться и дозвониться в полицию. Антитеррористический отряд входит в здание и ловит детей.

## Список композиций

### XL recordingsCD сингл
1. «Hotride» (4:32)
2. «Who U Foolin» (3:40)
3. «Girls» (Rex The Dog Remix) (6:33)
4. «Hotride» (El Batori Mix) (4:44)

### US промо
1. «Hotride» (Radio Edit) (3:38)
2. «Hotride» (El Batori Mix 3) (4:44)
3. «Hotride» (El Batori Mix 2) (5:23)
4. «Hotride» (El Batori Mix 1) (4:55)
5. «Hotride» (Album Version) (4:36)